# مرآة الساحرة
مرآة الساحرة (بالكورية: 마녀보감)؛ مسلسل تلفزيوني كوري جنوبي من بطولة كيم ساي رون، عرض المسلسل على قناة جي تي بي سي في 15 أيار 2016.

## القصة
هل بإمكان طبيب ملكي شاب أن يغير قدر أميرة ملعونة؟ عندما عجزت (الملكة سيم) عن الحمل لجأت إلى الشامان (هونغ جو). سحر الشامان الأسود ساعد الملكة على ولادة توأم صبي وفتاة هما (سون هواي) و (سيو ري). لكن السحر الأسود أتى بمقابل حيث أصيبت الابنة (سيو ري) بلعنة مما جعل الملكة تتخلى عنها وتتركها لتموت. يتم إنقاذ (سيو ري) بواسطة والد (بونغ يون) والذي أصبح صديقها الوحيد عندما كبرت في الخفاء. بوقوف (بونغ يون) ومساعده (تشوي هيون سيو) إلى جانبها فإن (سيو ري) تكبر لتصبح ساحرة، كل هذا وهي تحاول أن تكتشف طريقة تزيل عنها اللعنة الشريرة من حياتها. حين تلتقي (سيو ري) بالطبيب الملكي (هيو جون) هل سيتمكن من تغيير قدرها واستعادة مكانتها الشرعية؟
هذه الدراما مستوحاة من كتاب مرآة الطب الشرقي “دونغوي بوغام” (Mirror of Eastern Medicine “Dongui Bogam”) والذي كتبه الطبيب الملكي هيو جون (Heo Jun) ونُشر في عصر مملكة الجوسون ويُعتبر كتابا كلاسيكيا في دراسة الطب الكوري التقليدي.

## الممثلون
- يون شي يون بدور (هيو جون)
- كيم ساي رون بدور (الأميرة سيو ري / يون هي)
- يوم جونغ اه بدور (الشامان هونغ جو)
- لي سونغ جاي بدور (تشوي هيون سيو)
- كواك شي يونغ بدور (بونغ يون)

## روابط خارجية
- مرآة الساحرة على موقع IMDb (الإنجليزية)
- مرآة الساحرة على موقع نتفليكس (الإنجليزية)
- مرآة الساحرة على موقع كينوبويسك (الروسية)
- مرآة الساحرة على موقع قاعدة بيانات الفيلم (الإنجليزية)